# Ameliówka
Ameliówka – kolonia w Polsce położona w województwie świętokrzyskim, w powiecie kieleckim, w gminie Masłów, w sołectwie Mąchocice Kapitulne.
W latach 1975–1998 miejscowość administracyjnie należała do województwa kieleckiego.
Miejscowość przed II wojną światową miało nazwę „Kolonia Ameliówka”. Położone w Górach Świętokrzyskich, w malowniczym przełomie rzeki Lubrzanki, pomiędzy górami Radostową i Klonówką. Znajdują się tu hotele „Ameliówka” i „Przedwiośnie” oraz hostel „Lubrzanka”. Na zboczu góry Radostowa znajduje się wyciąg narciarski. Badania geologiczne wykazały, że w Ameliówce w dni słoneczne stężenie jodu w powietrzu jest takie, jak nad morzem przy sztormowej pogodzie.
Przez kolonię przebiegają trzy ulice: Łysogórska, Bohdana Kosińskiego oraz Amelii. Przechodzą również dwa szlaki:  Główny Szlak Świętokrzyski im. Edmunda Massalskiego z Gołoszyc do Kuźniaków oraz  niebieski szlak turystyczny im. E. Wołoszyna z Wąchocka do Cedzyny. Do Ameliówki z Masłowa prowadzi szlak rowerowy z wyodrębnioną ścieżką rowerową. Dla turystów, na miejscu  dostępne są wypożyczalnie rowerów. 
Nazwa miejscowości związana jest z rodziną Wieszeniewskich, która w roku 1903 wykupiła tereny na zboczu Dąbrówki. Rodzina ta wybudowała pensjonat dla ówczesnych elit, który na cześć właścicielki, pani Amelii, został nazwany Ameliówką. Gościli w nim m.in. znawcy sztuki, literaci i politycy - wśród nich przedwojenny prezydent Ignacy Mościcki i marszałek Edward Rydz-Śmigły. Założycielka pensjonatu zmarła w roku 1939. Pochowana jest na cmentarzu w Leszczynach.